# Itakura Katsushige
Itakura Katsushige (重 勝 重, 1545 - 14 de junho de 1624) foi um daimyō japonês do período Azuchi-Momoyama até o início do período Edo e o 2º Kyoto Shoshidai.

## Vida
Ele serviu no Xogunato Tokugawa como o 2º Kyoto Shoshidai, ocupando o cargo no período de 1601 a 1620. Além dos deveres administrativos, a participação do shoshidai nos eventos cerimoniais serviu para consolidar o poder e a influência do xogunato.
Katsushige foi figura importante no clã Itakura, no inicio do período Endo, participando junto a Tokugawa, na Batalha de Sekigahara em 1600.